# Amiral von Sydow
Amiral von Sydow levererades 1851 från Hammarstens varv i Norrköping till Bolaget för Varu-transporter Kanalvägen emellan Norrköping och Göteborg. Skrovet var av ek och fur. I Motala Verkstads förteckning över levererade produkter benämns rederiet som ”Norrköpings Bolag”. Fartyget var utrustat med en tvåcylindrig vinkelångmaskin, maskin nr 80, om 24 nom hk tillverkad vid Motala Verkstad i Motala. Maskinen levererades 1850. Kontrakterad kostnad för maskinen var 18 000 rdr rmt. 

## Historik
- 1851 Fartyget levererades till rederiet. Det sattes i trafik på traden Stockholm-Göteborg.
- 1862 Fartyget heter i skeppslistan Strömsholm med hemort Strömsholm. Trafik på traden  Stockholm-Strömsholm.
- 1873 Fartyget heter i skeppslistan Motala med hemort Motala. Redare C F Nordh.
- 1885 Ny ägare, Ångfartygs Aktie Bolaget Elfsborg, hemort Göteborg.
- 1894 Ny ägare, E Hæger, hemort Lilla Edet.